# ハジベスト。ツアー♪♪。〜ありがとう、これからもよろしくね☆ 2016〜
『ハジベスト。ツアー♪♪。〜ありがとう、これからもよろしくね☆ 2016〜』は、ハジ→の4枚目のライブDVDである。

## 概要
- ベストアルバム『ハジベスト。』を引っさげて行われたツアー『ハジベスト。ツアー♪♪。〜ありがとう、これからもよろしくね☆ 2016〜』から2016年4月24日に豊洲PITで行われた最終公演の模様を収録。

## 収録映像曲
- 本編

1. ハジ→From→仙台。
2. マヤカシ♀。
3. 踊れジャポネ→ゼ♪♪。
4. 春色。
5. for YOU。
6. 瞬く間。
7. 逆転満塁ホ→ムラン☆♪。
8. ずっと。
9. 記念日。feat. miwa
10. Only One。
11. 人生は素晴らしい物語。
12. 風のたより。
13. EVERY☆BODYww♪♪。
14. ぱぴぷぺぱーり→。
15. 卒業サヨナラ。
16. おまえに。

- →アンコール←

1. 真夜中仙台国分町。
2. 絆。
3. 君と。